# Grosshorn (Berner Alpen)
Grosshorn är ett berg i Schweiz.   Det ligger i distriktet Interlaken-Oberhasli och kantonen Bern, i den centrala delen av landet, 60 km sydost om huvudstaden Bern. Toppen på Grosshorn är 3 754 meter över havet, eller 218 meter över den omgivande terrängen. Bredden vid basen är 0,91 km.
Terrängen runt Grosshorn är huvudsakligen mycket bergig. Närmaste större samhälle är Grindelwald, 18,0 km nordost om Grosshorn. 
Trakten runt Grosshorn är permanent täckt av is och snö. Trakten runt Grosshorn är nära nog obefolkad, med mindre än två invånare per kvadratkilometer.